# Mariana Juri
Mariana Juri Flores (General Alvear, 24 de marzo de 1969) licenciada en turismo y política argentina de la Unión Cívica Radical. Se desempeñó como diputada nacional por la provincia de Mendoza entre 2009 y 2013, siendo senadora nacional por la misma provincia desde 2021.

## Biografía
Nacida en General Alvear (Mendoza) en 1969, en 1996 se recibió de licenciada en turismo en la Universidad Champagnat en Godoy Cruz. Al año siguiente se especializó en gestión pública del turismo en la Universidad de Málaga (España). Se desempeñó en el sector turístico, hotelero y gastronómico, siendo directora en una empresa del rubro en 2006, entre otras funciones. Además, ha sido profesora de planificación y políticas públicas en la carrera de turismo de la Universidad Nacional de Cuyo.
En política, adhirió desde joven a la Unión Cívica Radical (UCR), siendo su padre intendente de General Alvear por el radicalismo. Entre 1999 y 2001 fue directora de Promoción Turística de Mendoza. De 2003 a 2006 se desempeñó como ministra de Turismo y Cultura de la provincia de Mendoza, en la gobernación de Julio Cobos, siendo luego subsecretaria de Turismo, Cultura y Desarrollo Económico de la municipalidad de la ciudad de Mendoza entre 2007 y 2009.
En el ámbito partidario, fue delegada al Comité Nacional de la UCR entre 2007 y 2011 y congresal nacional entre 2011 y 2013. En las elecciones legislativas de 2009, fue elegida diputada nacional por Mendoza, completando mandato hasta 2013.
Entre 2014 y 2019, regresó a la municipalidad de la capital mendocina como secretaria de Cultura, Turismo y Desarrollo Económico, designada por el entonces intendente Víctor Fayad, continuando en la gestión municipal de Rodolfo Suárez. Cuando Suárez asumió como gobernador en diciembre de 2019, Juri fue designada al frente del Ministerio de Cultura y Turismo provincial, siendo también titular del Ente Mendoza Turismo (EMETUR).
En las elecciones legislativas de 2021, fue elegida senadora nacional por Mendoza, junto a Alfredo Cornejo, en la lista del Frente Cambia Mendoza, con mandato hasta 2027. Integra el bloque de la UCR dentro del interbloque de Juntos por el Cambio.
En el Senado de la Nación, Mariana Juri fue una de las principales impulsoras del proyecto de Boleta Única en Papel, una iniciativa que propuso modificar el régimen electoral nacional adoptando un sistema similar al implementado en Mendoza y otras provincias. Presentado bajo el expediente 933/22, el proyecto fue debatido desde 2022 en diversas comisiones, donde Juri defendió sus ventajas en términos de transparencia electoral, equidad en la competencia, ahorro económico y sostenibilidad ambiental. El texto obtuvo media sanción en septiembre de 2024 con 39 votos afirmativos y fue girado a la Cámara de Diputados para su tratamiento definitivo.
En abril de 2024, Mariana Juri impulsó en el Senado el proyecto de Ficha Limpia, orientado a establecer incompatibilidades para la postulación a cargos electivos de personas con condenas por delitos dolosos en segunda instancia. Durante el tratamiento legislativo, Juri promovió la ampliación del alcance del proyecto para incluir más delitos y fortalecer los mecanismos de transparencia y ética pública. A través de su participación activa en comisiones y en el recinto, defendió la iniciativa como un paso fundamental para mejorar la calidad institucional. Aunque el proyecto obtuvo amplio debate, fue rechazado en mayo de 2025 por un estrecho margen.